# Cape Coast
Cape Coast (pt: Cabo Corso) é a capital de Gana Central no Gana, situado a 160 km ao oeste de Acra no golfo da Guiné, tem una população de 82.210 habitantes (2000). Originalmente a cidade foi conhecida como Oguaa.

## Historia

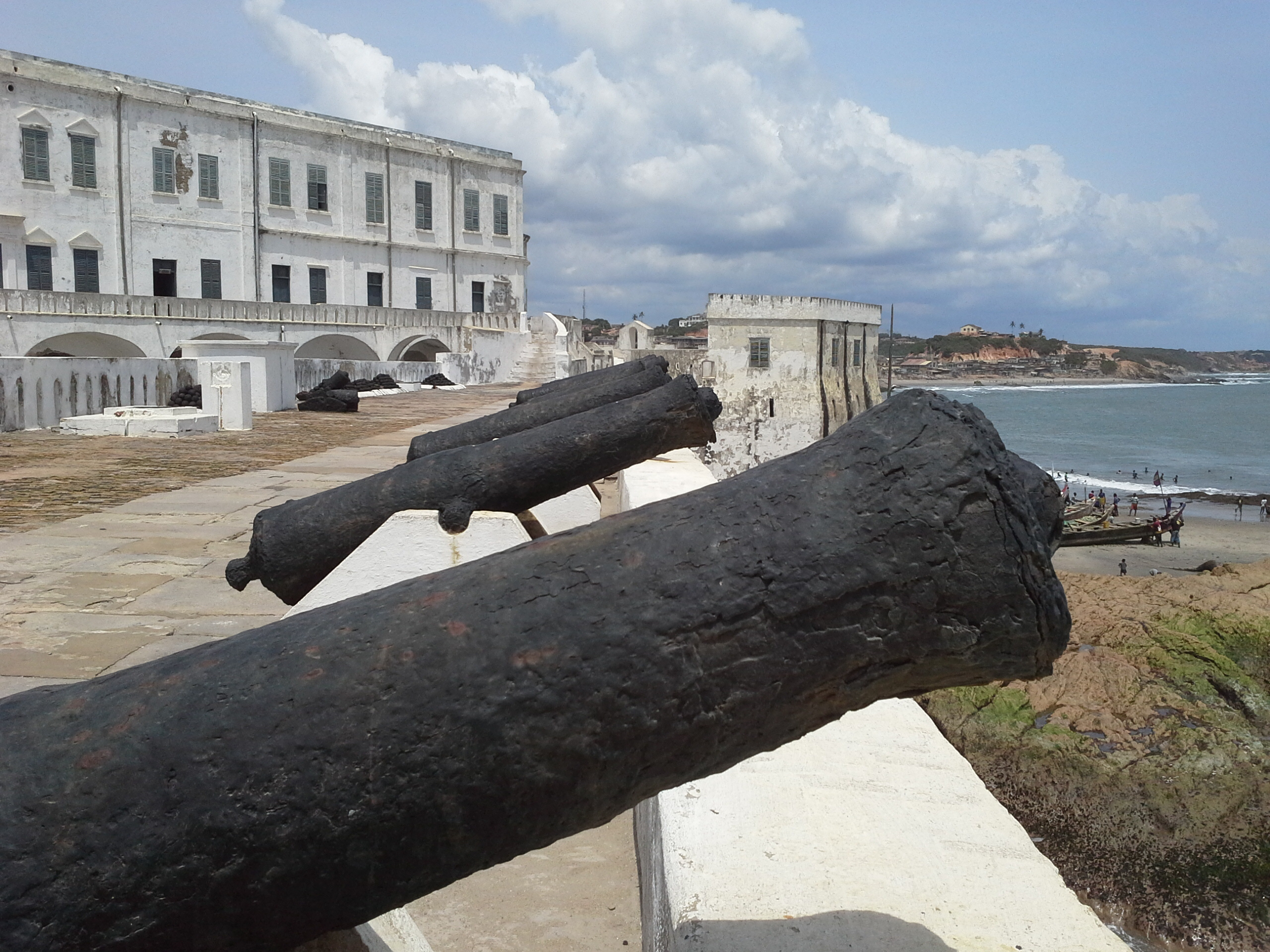
Castelo de Cape Coast.

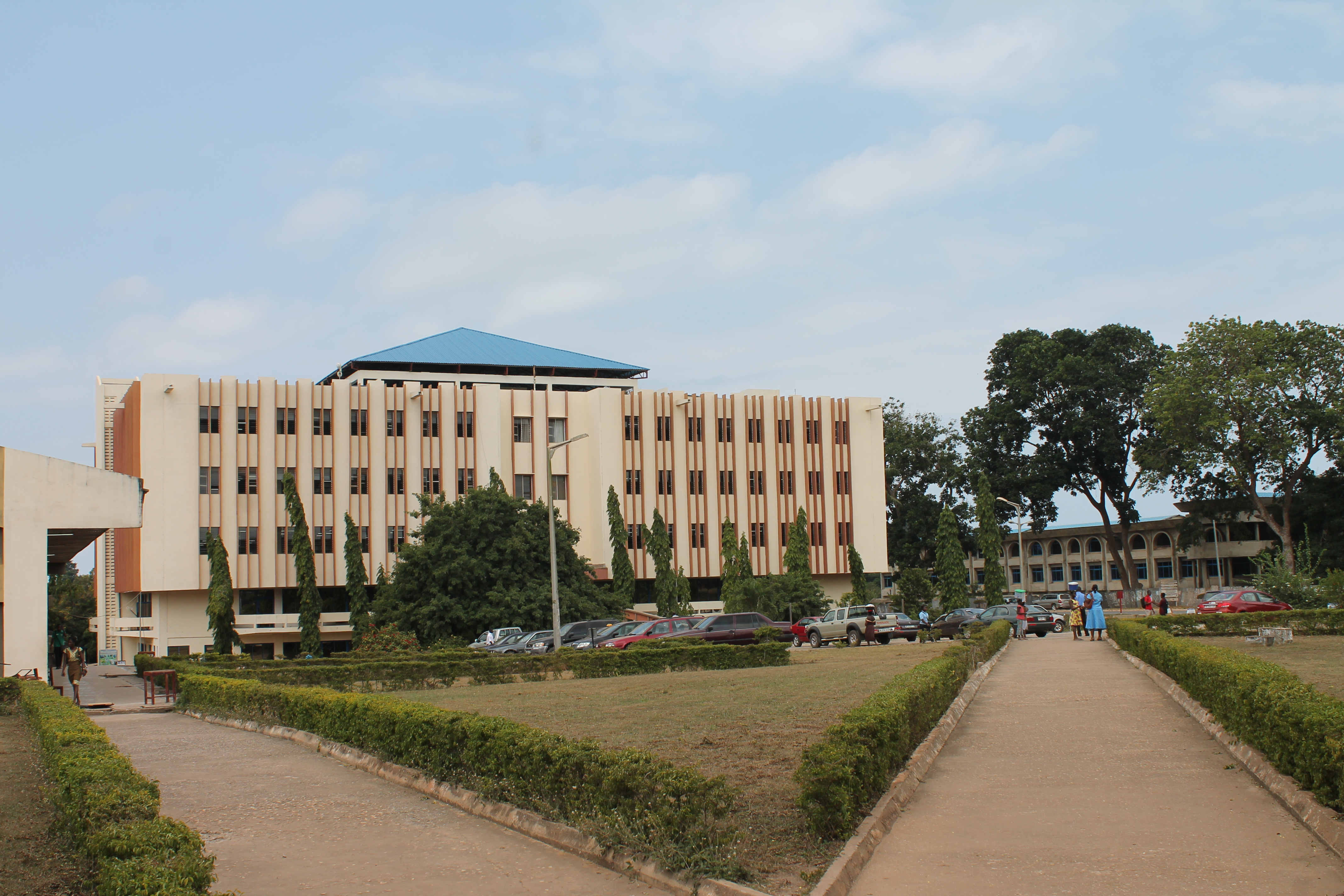
Universidade de Cape Coast.

Foi fundada pelos portugueses no século XV arredor da fortaleza; foi convertida em castelo em 1637 pelos holandeses, ampliado pelos suecos em 1652 e capturado pelos britânicos em 1664. Foi centro de escravos.